# Lecanophora chubutensis
Lecanophora chubutensis là một loài thực vật có hoa trong họ Cẩm quỳ. Loài này được (Speg.) Rodrigo mô tả khoa học đầu tiên năm 1935.